# Préfecture du Zio
La préfecture du Zio est une subdivision administrative du Togo. Elle fait partie de la Région maritime. Son chef-lieu est Tsévié. La préfecture du Zio est subdivisée en quatre (4) communes et seize (16) cantons.

## Population et activités économiques
Lors du 5e recensement général de la population et de l'habitat (RGPH-5) en 2022, on y a dénombré 500 032 personnes.
Les populations de la préfecture du Zio exercent des activités telles que l'agriculture, le commerce et l'élevage. Il existe également des industries d'exploitation ou de traitement de phosphate et de ciment ainsi que des carrières de sables et de gravier roulé et concassé.